# Борстель, Людвиг
Карл Леопольд Генрих (Георг) Людвиг фон Борстель (нем. Karl Leopold Heinrich (Georg) Ludwig von Borstell; 1773—1844) — прусский генерал кавалерии.

## Биография
Людвиг фон Борстель родился 30 декабря 1773 года в Тангермюндев семье прусского генерал-лейтенанта Ганса Фридриха Генриха фон Борстеля и его жены, Шарлотты Луизы Вильгельмины, урождённой фон Ингерслебен. Младший брат — генерал от кавалерии Карл Генрих Эмиль Александр фон Борстель.
В 1788 году он вступил на военную службу, был адъютантом при своём отце, который тогда был в чине генерал-майора.
В 1793 году Борстель принял участие в кампании против французов, находился в делах при Пирмазенсе (14 сентября) и Кайзерслаутерне (28—30 сентября). Доказав на поле боя свою храбрость, Борстель приобрёл благорасположение герцога Брауншвейгского и стал быстро повышаться в чинах.
В неудачную для Пруссии кампанию 1806 года, Борстель служил гвардии майором, участвовал в Иенском сражении и во многих других битвах. В 1807 году, когда Кёнигсберг, сделавшийся временной резиденцией прусской королевской фамилии, оставался без всякой защиты против приближавшихся к нему двух неприятельскнх корпусов, Борстель был выслан против них с несколькими эскадронами; он действовал так благоразумно, что маршал Ней счёл этот незначительный отряд авангардом прусской армии, и согласился заключить перемирие. Потом Борстель отправился в Шведскую Померанию и принял команду над кавалерией корпуса Блюхера.
После Тильзитского мира Борстель был назначен членом в комиссию, составленную для преобразования армии, и произведён в генерал-майоры.
При открытии кампании 1813 года он повёл Померанскую бригаду в Саксонию, 5 апреля имел удачное дело с неприятелем, и поступил сперва в корпус, блокировавший Магдебург, а потом присоединился с бригадой к третьему армейскому корпусу, которым командовал Бюлов. С этим корпусом он был во многих сражениях, но особенно отличился при Гросс-Берене и Денневице. Под Лейпцигом Борстель вместе с войсками армии Беннигсена штурмовал Гриммское предместье, и среди первых ворвался в город. За этот подвиг он был произведён в генерал-лейтенанты. Затем он получил приказание блокировать Везель, но в декабре был сменен русским отрядом генерала графа Орурка и в начале 1814 года снова присоединился к корпусу Бюлова, занимавшему тогда Голландию. 11 января он принимал деятельное участие в успехе Гоохстратенского дела, a в начале февраля Бюлов, выступив во Францию, оставил Борстеля в Турне с 8000 пехоты, 1400 кавалерии и 16 орудиями, под главным начальством герцога Веймарского. Здесь он участвовал в деле при Куртре 7 марта и прикрыл взятие Мобежа. В конце марта он выступил к Лаону, чтобы присоединиться к корпусу Бюлова, который поручил ему окружение Суассона.

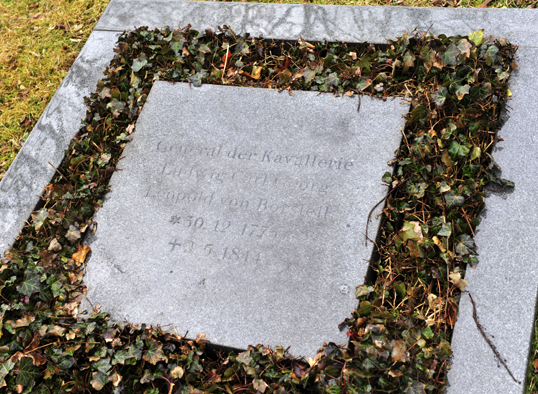
Памятный камень в Берлине

В 1815 году, получив начальство над 2-м корпусом прусской армии, Борстель должен был действовать против нескольких саксонских батальонов, восставших в лагере Блюхера; ему приказано было их обезоружить, сжечь их знамёна и расстрелять зачинщиков. Борстель замедлил с исполнением этого приказания и был осуждён военным судом к заключению в крепости; но король не только простил его в конце 1815 года, по просьбе фельдмаршала Блюхера, но и вверил ему начальство над Магдебургской бригадой, а потом и главное военное начальство в Кёнигсберге.
24 сентября 1818 года российский император Александр I пожаловал Борстелю орден св. Георгия 3-й степени.
В ознаменование отличных подвигов, оказанных в минувшую кампанию против французских войск.
В 1825 году Борстель был произведён в генералы кавалерии, и назначен командиром 8-го армейского корпуса в Кобленце; в 1832 году награждён орденом Чёрного орла, а в 1840 году вышел в отставку.
6 сентября 1843 года был награждён орденом Св. Андрея Первозванного.
Скончался Борстель 9 мая 1844 года в Берлине. В этом городе он был избран почётным гражданином и его имя носит одна из улиц.

## Награды
Королевства Пруссия:
- Орден «Pour le Mérite» (11 декабря 1793)[3]; дубовые листья (21 октября 1813)[4]
- Железный крест 1-го класса и 2-го класса на чёрной ленте (1813)[5]
- Орден Красного орла 3-го класса
- Орден Красного орла 2-го класса с дубовыми листьями (1814)[6]
- Крест за выслугу лет[нем.] (25 лет выслуги) (1825)
- Орден Красного орла 1-го класса с дубовыми листьями [7]
- Орден Чёрного орла (18 января 1832); бриллиантовые украшения (14 июня 1838)[8]

Российской империи:
- Орден Святой Анны 2-й степени
- Орден Святой Анны 1-й степени (25 августа 1813); алмазные украшения (31 августа 1814)[9]
- Орден Святого Георгия 3-го класса (24 сентября 1818)[10]
- Орден Святого Александра Невского с алмазными украшениями (6 октября 1835)[11]
- Орден Святого апостола Андрея Первозванного (6 сентября 1843)

Прочие:
- Орден Верности, большой крест (1838, великое герцогство Баден)[12]
- Орден Церингенского льва, большой крест (1838, великое герцогство Баден)[13]
- Королевский Гвельфский орден, большой крест (1834, королевство Ганновер)[14]
- Орден Белого сокола, большой крест (великое герцогство Саксен-Веймар-Эйзенах)
- Орден Меча, командорский крест (королевство Швеция) [15]
- Орден Меча, большой командорский крест (1829, королевство Швеция)
- Орден Почётного легиона, большой крест (1828, королевство Франция)